# Cary Elwes
Ivan Simon Cary Elwes (Londen, 26 oktober 1962) is een Engels filmacteur.
Hij speelde in films met verschillende genres, zoals de romantische komedie The Princess Bride, de thriller Kiss the Girls en Edison, en de filmparodie Robin Hood: Men in Tights.
Elwes is bij velen bekend geworden door zijn rol als Lawrence Gordon in Saw. Nadat hij sinds deel 1 niet meer is voorgekomen in de verhaallijn van de Saw-franchise heeft producer Kevin Greutert besloten om Cary Elwes terug te halen voor het zevende en laatste deel in 3D waarin alle openstaande vragen van Lawrence Gordon beantwoord werden.

## Filmografie
- Mission: Impossible – The Final Reckoning (2025) - Denlinger
- BlackBerry (2023) - Carl Yankowski
- Mission: Impossible – Dead Reckoning Part One (2023) - Denlinger
- A Castle for Christmas (2021) - Hertog Myles Dunbar
- Stranger Things (2019) - Burgemeerster Larry Kline
- Sugar Mountain (2016) - Jim Huxley
- La reina de España (2016) - Gary Jones
- Epic Mickey 2 (2012) - Gremlin Gus (stem)
- New Year's Eve (2011) - Stan's dokter
- The Adventures of Tintin: The Secret of the Unicorn (2011) - Piloot
- Saw 3D (2010) - Lawrence Gordon
- Little Murder (2010) - Barry Fitzgerald
- Shadows (2010) - Jeff Mathews
- As Good as Dead (2010) - Ethan Belfrage
- Flying Lessons (2010) - Steven Jennings
- Psych 9 (2010) - Dr. Clement
- A Christmas Carol (2009) - Dikke heer #1 / Dick Wilkins / Gekke violist / Gast #2 / Zakenman #1 (stem)
- The Alphabet Killer (2008) - Kenneth Shine
- Georgia Rule (2007) - Arnold
- Walk the Talk (2007) - Erik
- National Lampoon's Pucked (2006) - Norman
- Factory Girl (2006) - Sam Green
- Pope John Paul II (2006) - Jonge Karol Wojtyla
- Whisper of the Heart (2006) - de Baron (stem)
- Edison (2005) - Reigert
- Neo Ned (2005) - Dr. Magnuson
- The Cat Returns (2005) - de Baron (stem)
- Saw (2004) - Lawrence Gordon
- Ella Enchanted (2004) - Sir Edgar
- American Crime (2004) - Albert Bodine
- The Bard's Tale (2004) - de Bard (stem)
- Comic Book Villains (2002) - Carter
- Wish You Were Dead (2002) - Mac "Macbeth" Wilson
- The Cat's Meow (2001) - Thomas H. Ince
- Shadow of the Vampire (2000) - Fritz Arno "Firtzy" Wagner
- Cradle Will Rock (1999) - John Houseman
- Quest for Camelot (1998) - Garrett (stem)
- Liar Liar (1997) - Jerry
- The Informant (1997) - Luitenant David Ferris
- Kiss the Girls (1997) - Rechercheur Nick Ruskin/"Casanova"
- Twister (1996) - Dr. Jonas Miller
- The Chase (1994) - Steve Horsegroovy
- The Jungle Book (1994) - Kapitein William Boone
- The Crush (1993) - Nick Eliot
- Robin Hood: Men in Tights (1993) - Robin Hood
- Leather Jackets (1992) - Dobbs
- Bram Stoker's Dracula (1992) - Lord Arthur Holmwood
- Porco Rosso (1992) - Curtis
- Hot Shots! (1991) - Luitenant Kent Gregory
- Days of Thunder (1990) - Russ Wheeler
- Glory (1989) - Majoor Cabot Forbes
- Never on Tuesday (1988) - Sleepwagenchauffeur
- The Princess Bride (1987) - Westley/The Dread Pirate Roberts
- Maschenka (1987) - Ganin
- Lady Jane (1986) - Guilford Dudley
- The Bride (1985) - Kapitein Josef Schoden
- Oxford Blues (1984) - Lionel
- Another Country (1984) - James Harcourt
- Yesterday's Hero (1979) - Discodanser